# Zaglyptus ankaratrus
Zaglyptus ankaratrus är en stekelart som beskrevs av André Seyrig 1934. Zaglyptus ankaratrus ingår i släktet Zaglyptus och familjen brokparasitsteklar. Inga underarter finns listade i Catalogue of Life.